# Mitsubishi eK
La Mitsubishi eK est une voiture de la catégorie des keijidosha du constructeur automobile japonais Mitsubishi vendue exclusivement au Japon, et est la jumelle de la Nissan Otti. 

## Caractéristiques techniques
Elle est motorisée par un 3-cylindres de 50 ch et 64 ch en version Sport.